# Pappel-Gelbeule
Die Pappel-Gelbeule (Cirrhia ocellaris), in der Literatur zuweilen als Xanthia ocellaris zu finden, ist ein Schmetterling aus der Familie der Eulenfalter (Noctuidae). Das Artepitheton leitet sich vom lateinischen Wort ocellus mit der Bedeutung „Äuglein“ ab und bezieht sich auf die kleinen Augenflecke innerhalb der Nierenmakel.

## Merkmale

### Falter
Die Flügelspannweite der Falter beträgt 33 bis 40 Millimeter. Sie sind farblich variabel. So treten gelbbraune, graubraune oder rötlich braune Exemplare auf. Die gesamte Zeichnung ist meist blass. Der Apex ist spitz vorgezogen. Die Querlinien auf der Vorderflügeloberseite sind doppelt ausgebildet und gelblich gefüllt. Ring- und Nierenmakel sind braun umrandet. Innerhalb der Nierenmakel hebt sich in der Regel ein kleiner weißer Augenfleck ab. Die Hinterflügeloberseite ist zeichnungslos weißlich gefärbt.

### Raupe
Die Raupen sind graubraun bis rotbraun gefärbt. Rücken- und Nebenrückenlinien heben sich schwach hell ab. Der Kopf ist hellbraun, der Nackenschild ist  dunkelbraun.

### Ähnliche Arten
Die Ulmen-Gelbeule (Cirrhia gilvago) ist farblich und zeichnungsmäßig ähnlich, unterscheidet sich jedoch durch den runderen Apex. Außerdem ist der kleine Augenfleck innerhalb der Nierenmakel zumeist schwärzlich gefärbt.

## Verbreitung und Lebensraum

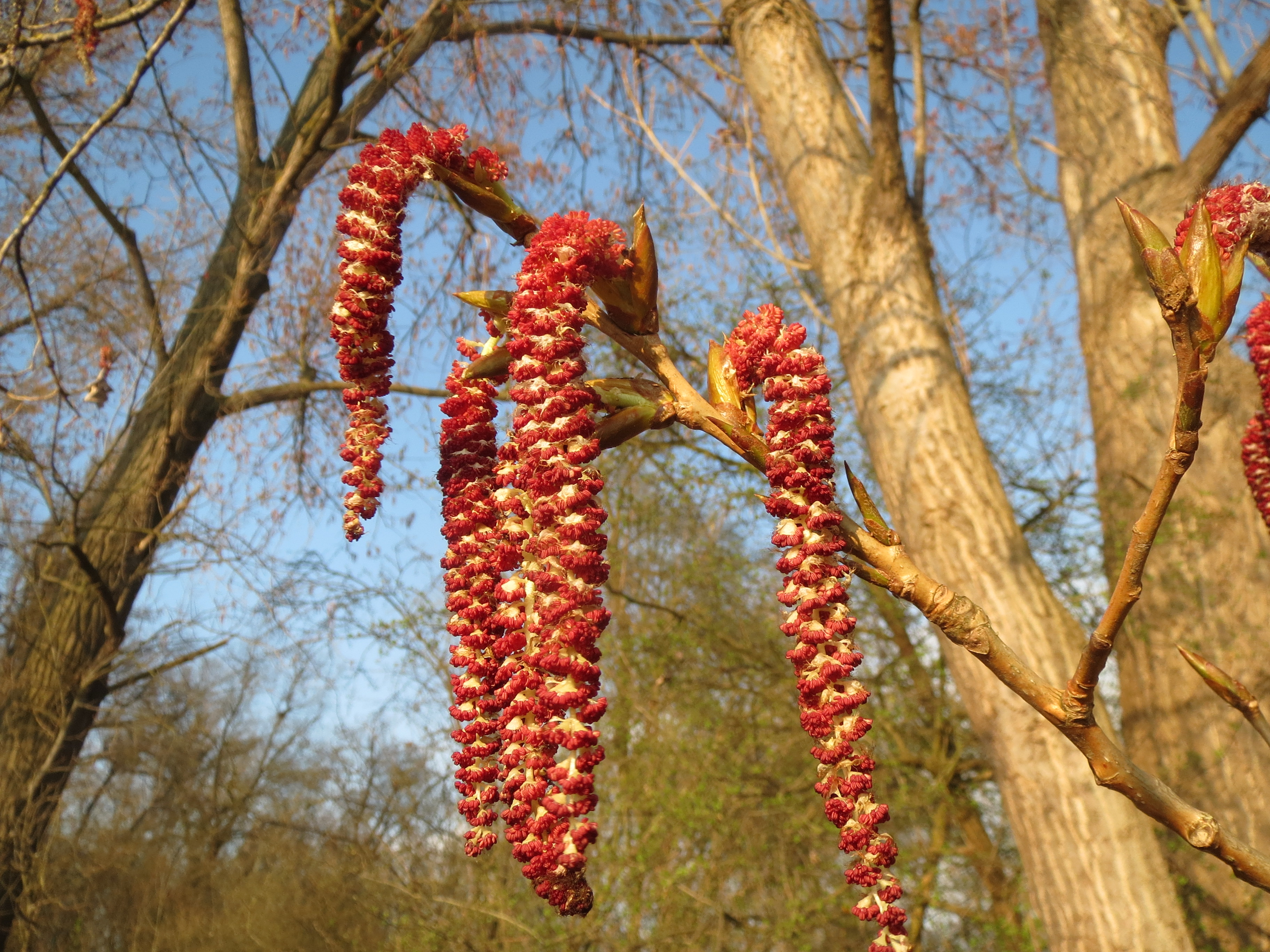
Männliche Blütenkätzchen der Kanada-Pappel, eine Nahrung der Raupen

Die Verbreitung der Pappel-Gelbeule erstreckt sich durch die Mitte Europas bis nach Sibirien. Sie kommt auch in Kleinasien und Kasachstan sowie dem Libanon und dem Irak vor. Ein weiteres Vorkommensgebiet gibt es in Nordwestafrika. Lebensraum sind Flussniederungen, Auen, Pappelalleen, auch Stadtgebiete sowie Gärten und Parkanlagen.

## Lebensweise
Die Falter fliegen von Ende August bis Ende Oktober. Sie sind nachtaktiv und erscheinen an künstlichen Lichtquellen und Ködern. Die Art überwintert im Eistadium. Die Raupen leben von März bis Juni. Junge Raupen ernähren sich zunächst von den Kätzchen von Pappelarten (Populus). Bevorzugt wird dabei die Kanadische Pappel (Populus ×canadensis). Eine weitere Nahrungspflanze ist die Schwarz-Pappel (Populus nigra). Ältere Raupen lassen sich zusammen mit den verblühten Kätzchen zu Boden fallen und ernähren sich dann von niedrigen Pflanzen. Bei Zuchten wurden mit Löwenzahn gute Ergebnisse erzielt.

## Gefährdung
Die Art kommt in Deutschland in unterschiedlicher Anzahl vor. In den östlichen Bundesländern wird sie auf der Roten Liste gefährdeter Arten als „nicht gefährdet“ eingestuft. In Baden-Württemberg, Bayern und Nordrhein-Westfalen wird sie hingegen „auf der Vorwarnliste“ geführt.